# Marie-Anne Fragonard
Marie-Anne Fragonard, född Gérard 1745 i Grasse, död 1823 i Paris, var en fransk miniatyrmålare.
Marie-Anne Fragonard gifte sig 1769 med målaren och tecknaren Jean-Honoré Fragonard (1732–1806). Hon har målat miniatyrer, som länge attribuerats till hennes make, men som konsthistorikern Pierre Rosenberg senare bevisat var hennes verk. Hennes stil var snabb och ledig, och liknade hennes mans. Hennes yngsta syster Marguerite Gérard (1761–1837), var också konstnär och bodde tillsammans med paret Fragonard.

## Galleri

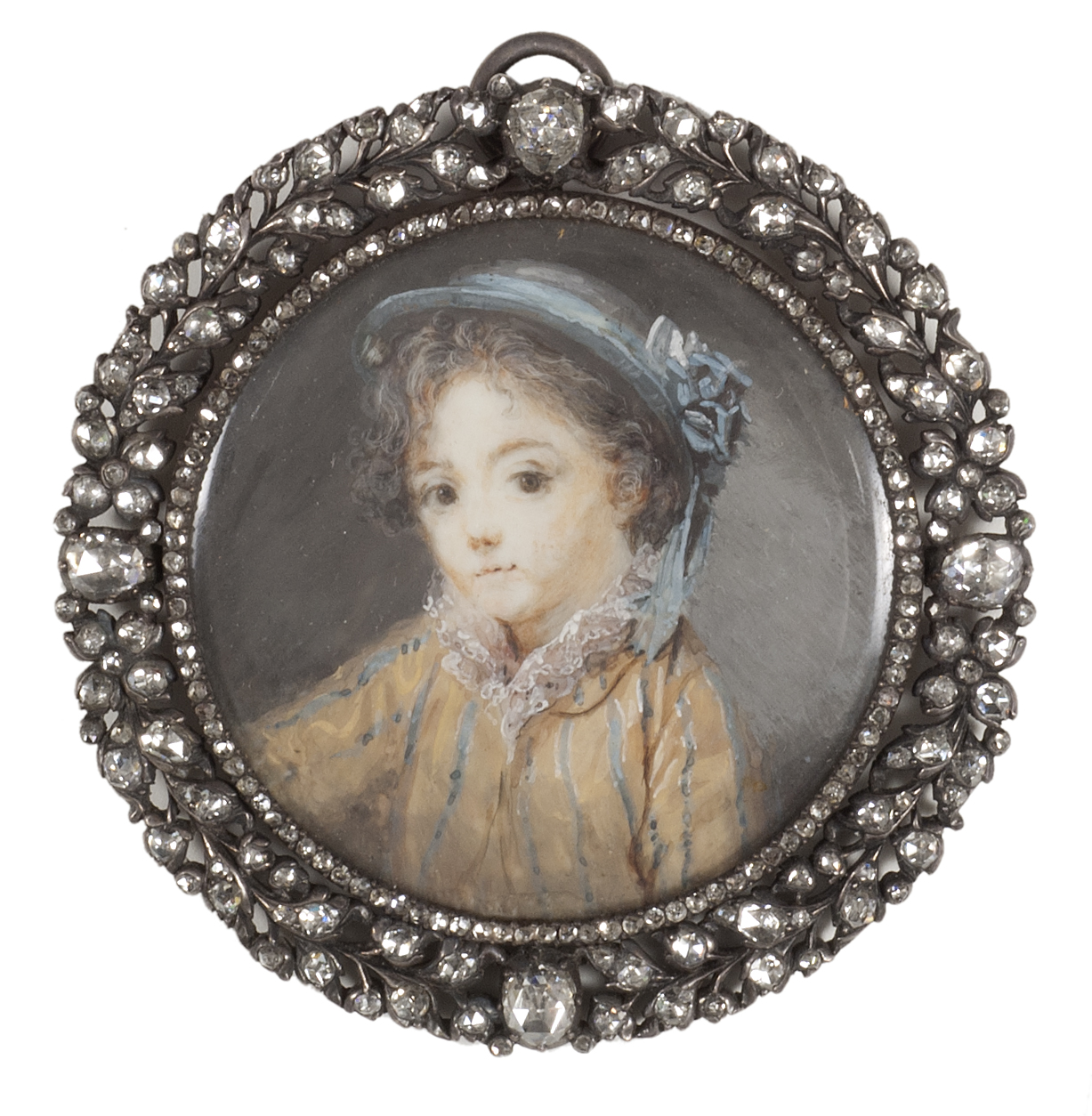
Gossporträtt, målat av Marie-Anne Fragonard, NMB 912, Nationalmuseum, Stockholm
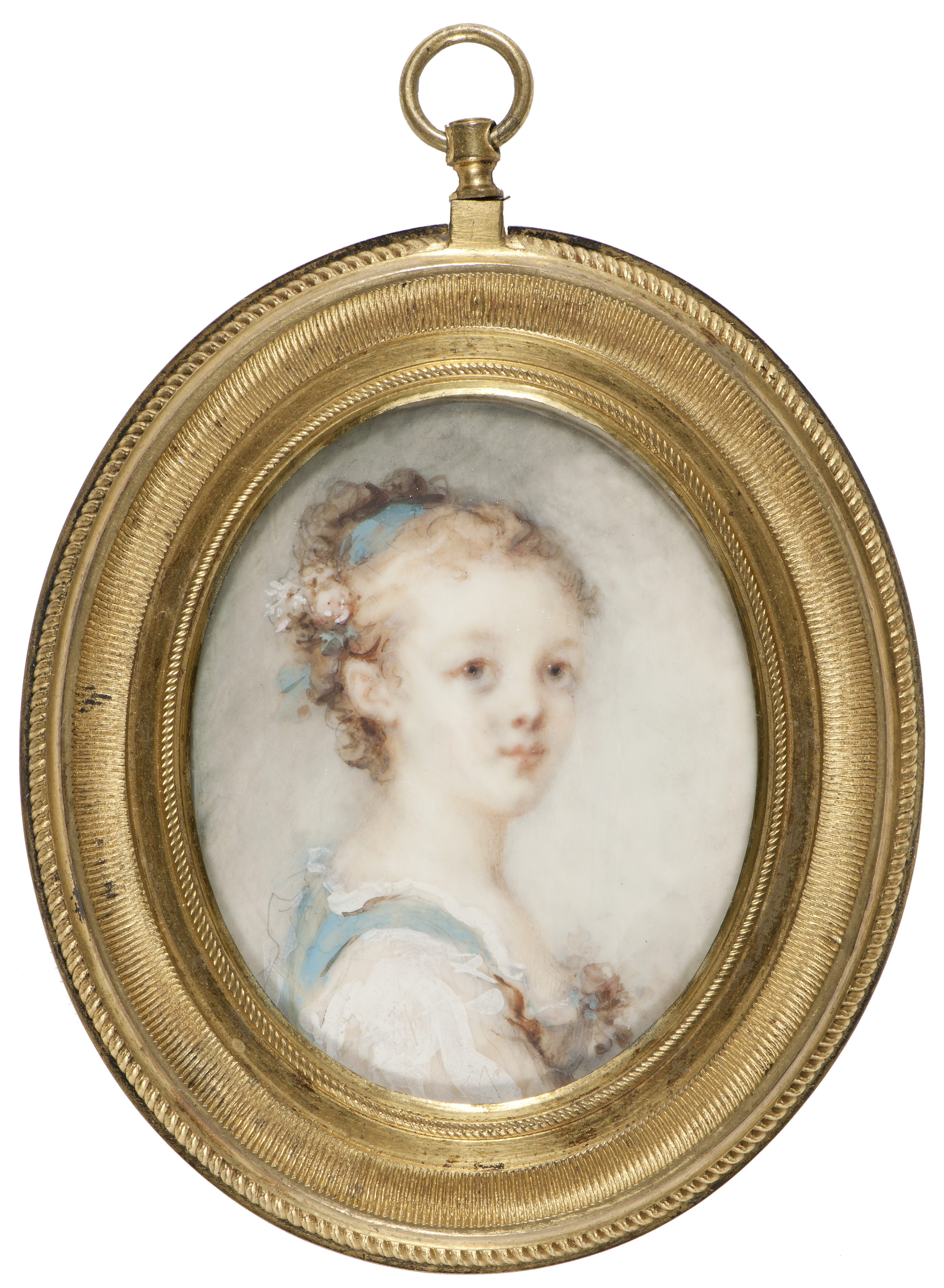
Ung flicka, målat av Marie-Anne Fragonard, NMB 913, Nationalmuseum, Stockholm